# Крыленко, Николай Васильевич
Никола́й Васи́льевич Крыле́нко (Крыле́нков) (партийная кличка — Абра́м; 2 [14] мая 1885, с. Бехтеево, Сычёвский уезд, Смоленская губерния — 29 июля 1938, Расстрельный полигон «Коммунарка», Московская область) — советский государственный и партийный деятель, Верховный главнокомандующий русской армии после Октябрьской революции 1917 года. Кандидат в члены ЦИК СССР I—IV созывов, член ЦКК ВКП(б) в 1927—1934 годах.
Сын чиновника. Большевик, революционер. В 1917 году член Штаба ВРК.
Один из организаторов массовых репрессий. 29 июля 1938 года расстрелян.

## Биография

Памятник Н. В. Крыленко в Смоленске

Из крестьян, сын исключённого за революционную деятельность и сосланного на родину студента, ставшего впоследствии журналистом и мелким служащим. Дед — Абрам Корнеевич Крыленков. Отец — Василий Абрамович Крыленков. Мать — Ольга Александровна (урожденная Трипецкая).
В 1890 году вместе с семьёй переехал в Смоленск, где отец Крыленко был членом-сотрудником Смоленского историко-археологического музея, редактировал газету «Смоленский вестник» оппозиционного направления. В 1892 году семья переехала в Кельцы, а затем — в Люблин, где отец получил должность акцизного чиновника.
В 1895 году поступил в классическую гимназию в Люблине, которую окончил в 1903 году. Осенью 1903 года поступил на историко-филологический факультет Петербургского университета. Участвовал в студенческих собраниях и уличных демонстрациях. Член партии большевиков с декабря 1904 года.

### Революционная деятельность
В апреле 1905 года, скрываясь от грозившего ареста, выехал из Петербурга домой и вернулся в университет только к августу того же года. В это время учёба в университете фактически остановилась, сменившись политическими митингами внутри университета. Крыленко председательствовал на митинге, состоявшемся 13 октября в Технологическом институте, где Хрусталёв-Носарь предложил образовать Совет рабочих депутатов.
Вёл агитацию в рабочих районах Петербурга. В феврале 1906 года во время выборов в первую Думу работал в качестве агитатора большевиков, которые призывали бойкотировать выборы. В мае — начале июня 1906 года — один из самых острых критиков деятельности Думы на многочисленных митингах в Петербурге. Сотрудничал в «Призыве» и «Волне».
С 1906 года — нелегал, агитатор московского комитета РСДРП(б). В июне 1906 года уехал за границу в Бельгию и Францию, откуда в ноябре 1906 года вернулся в Петербург, где работал под фамилиями «Рено», «Гурняк», «Абрамов». 5 июня 1907 года арестован в Петербурге на заводе Крейтона под фамилией «Постников» и предан военно-окружному суду по обвинению в участии в военной организации. Всего по этому процессу обвинялось 19 человек, из них трое (Крыленко, Кирнос и Зеленко) 16 сентября 1907 года были оправданы судом. После освобождения немедленно уехал в Финляндию, снова принял участие в партийной работе, был снова арестован на Финляндском вокзале и, отсидев месяц в тюрьме, 6 декабря 1907 года был освобождён и выслан на родину в Люблин.
Позже отошёл от партийной деятельности. В 1909 году написал брошюру «В поисках ортодоксии», в которой теоретически рвал с социал-демократией, оценённую в 1937 году партийным руководством как «имеющую синдикалистский уклон».
Весной 1909 года Крыленко сдал экзамены и получил диплом об окончании университета. Работал преподавателем литературы и истории в частных польских школах в Люблине и Сосновицах.
С 1911 года работал в большевистской газете «Звезда», затем перешёл в «Правду». Весной 1911 года был вызван в австрийскую Галицию к Ленину, жившему тогда в Кракове. С того времени он стал близким человеком в семье Ленина. Позже Крыленко стал правовым консультантом большевиков — членов Государственной думы.
В 1912—1913 годах отбывал воинскую повинность, — проходил на правах вольноопределяющегося 1-го разряда одногодичную действительную службу в 69-м пехотном Рязанском полку (г. Люблин) в звании рядового и затем в унтер-офицерском звании. После увольнения в запас, в ноябре 1913 года был произведён в прапорщики запаса армейской пехоты — по Люблинскому уезду.
Был прикомандирован партией к социал-демократической фракции Государственной думы Российской империи. 11 декабря 1913 года арестован и выслан из Санкт-Петербурга на два года в Харьков, где экстерном окончил юридический факультет Харьковского университета.
В июле 1914 года, накануне Первой мировой войны, эмигрировал в Австрию, а оттуда — в Швейцарию. Участвовал в Бернской партийной конференции в марте 1915 года.
В июне 1915 года вместе с женой Еленой Розмирович был отправлен в Москву на нелегальную работу.
По возвращении в Москву, в ноябре 1915 года был вновь арестован как уклоняющийся от службы офицер запаса и отправлен в Харьков, где просидел в тюрьме до апреля 1916 года, затем был мобилизован и отправлен в действующую армию с «сопроводительной», в которой требовалось принять меры против пропаганды с его стороны.
Участник Первой мировой войны. Служил в 13-м Финляндском стрелковом полку (11-я Армия, Юго-Западный фронт) младшим офицером полковой команды для связи. 12 (25) августа 1916 — 15 (28) сентября 1916 находился в лазарете в Москве (на территории Трёхгорного пивоваренного завода в Дорогомилове) — лечил экзему лобковой области.

### В период революции 1917 года

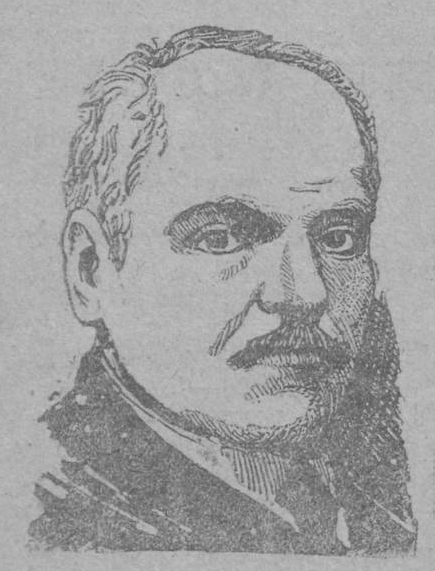
Портрет Николая Крыленко со второй страницы газеты «Красный Николаев» от 27.06.1925. Автор портрета в газете не указан

После Февральской революции вёл большевистскую агитацию среди солдат Юго-Западного фронта. Распространял газету «Правда». Был избран председателем сначала полкового, затем — дивизионного и армейского комитетов 11-й армии. 3 мая 1917 года был делегирован в Петроград, где выступал на собраниях Петроградского совета и Съезда фронтовиков, призывая к прекращению войны.
Вернувшись на фронт, вошёл в конфликт с большинством армейского комитета и сложил с себя обязанности председателя. Как представитель РСДРП выступал на общефронтовом съезде в Кременце. В июне 1917 года в качестве представителя меньшинства делегирован от армейского комитета на I Всероссийский съезд Советов.
В июльские дни находился в Киеве — был арестован в Могилёве в июле 1917 года и препровождён в Киев, где против него было возбуждено дело по обвинению в государственной измене. Освобождён в сентябре 1917 года по приказу военного министра Верховского. 
Сентябрь и октябрь 1917 года провёл в работе по подготовке Октябрьского переворота.

### В советском руководстве
26 октября (8 ноября) 1917 года вошёл в первый состав Совнаркома в качестве члена Комитета по военным и морским делам (вместе с В. А. Антоновым-Овсеенко и П. Е. Дыбенко).
9 (22) ноября 1917 года Ленин и Крыленко потребовали от главковерха генерала Н. Н. Духонина немедленно вступить в мирные переговоры с австро-германским командованием. Духонин отказался, заявив, что такие переговоры может вести только центральное правительство, но не командующий армией. После этого ему объявили, что его снимают с поста главнокомандующего, но он должен продолжать выполнять свои обязанности до прибытия нового главнокомандующего, которым был назначен Крыленко.
Крыленко отдал приказ всем частям прекратить боевые действия и самостоятельно начать переговоры с немцами. 20 ноября (3 декабря) 1917 года Крыленко с отрядом прибыл в Могилёв, где отстранил  Духонина от должности генерала. Духонин был арестован и на автомобиле привезён на железнодорожный вокзал, где его отвели в вагон Крыленко. Однако по городу распространились слухи, что генерал Корнилов со своим полком идёт на Могилёв. У поезда собралась толпа солдат и матросов, требовавшая выдать Духонина. Крыленко прибыл к вагону и попытался остановить толпу, но уговоры не подействовали, и Духонин был убит. Выражение «отправить в штаб к Духонину», появившееся во время Гражданской войны, означало «убить без суда», «расстрелять».
В феврале-марте 1918 года Крыленко был членом Комитета революционной обороны Петрограда. 4 марта подал заявление на имя председателя Совнаркома В. И. Ленина с просьбой освободить его от обязанности Верховного главнокомандующего и комиссара по военным делам. 13 марта постановлением Совнаркома просьба Крыленко была удовлетворена, а должность главнокомандующего — упразднена.
С марта 1918 года — член коллегии Народного комиссариата юстиции РСФСР. С мая 1918 года — председатель Революционного (Верховного) трибунала, одновременно в октябре 1920 — декабре 1922 года — заведующий управлением охоты и член коллегии наркомата земледелия РСФСР.
С декабря 1922 по 1929 год — заместитель наркома юстиции РСФСР и старший помощник прокурора РСФСР. В своей работе «Беседы о праве и государстве» (М., 1924) отождествлял принуждение, осуществляемое государством, с эксплуатацией и на основании этого делал вывод о том, что советское право, как и буржуазное, является эксплуататорским — отсюда одна из задач социалистического строительства — свёртывание правовой формы Советского государства.
Профессор правового отделения факультета общественных наук МГУ (1922—1925). Профессор факультета советского права МГУ (1925—1929).
В 1929—1931 годах — прокурор РСФСР. С 5 мая 1931 года по 1936 год — народный комиссар юстиции РСФСР. С 20 июля 1936 года по 15 января 1938 года — народный комиссар юстиции СССР.

### Участие в организации массовых репрессий
В 1918 году Крыленко было поручено руководить деятельностью революционных трибуналов, с чего и началась его деятельность организатора судов и прокуратуры режима большевиков. В 1918—1922 годах Крыленко был председателем Верховного трибунала при ВЦИК, затем — прокурором РСФСР и СССР. Сохранились его слова, произнесённые в 1922 году в качестве государственного обвинителя на «Процессе эсеров» (Гоца и других), обвинявшихся в убийстве Володарского и покушении на Ленина:

Если бы у нас была хоть на одну секунду гарантия того, что эти лица в будущем не будут опасны и что республика гарантирована от дальнейших преступлений с их стороны, … мы сказали бы им: «Иди и впредь не греши»…

В 1931 году стал наркомом юстиции. Автор более ста трудов по советскому праву. Выступал обвинителем на главных политических процессах, среди которых — «Шахтинское дело» (1928), процесс «Промпартии» (1930), «Процесс Союзного бюро меньшевиков» (1931), «Дело Главтопа», «Дело польских ксендзов» и т. д. 
В 1934 году присвоена учёная степень доктора государственных и правовых наук.
10 февраля 1935 года выступил с докладом на совещании работников юстиции Северного края в Архангельске.
Активно боролся с Вышинским и Винокуровым (председатель Верховного Суда СССР) за влияние в системе органов юстиции СССР. Итогом этой борьбы стала гибель Крыленко и его людей, победа группировки Вышинского.

### Арест, обвинение и расстрел
В 1938 году на первой сессии Верховного Совета СССР 1-го созыва Н. В. Крыленко подвергся критике, формально — за то, что тратил слишком много времени на альпинизм, «когда другие работают». По приказу народного комиссара внутренних дел СССР Ежова Крыленко был арестован 31 января 1938 года, и ему предъявили обвинения в связях с антисоветской организацией правых, которую возглавлял Бухарин; в создании в органах юстиции вредительской организации и подрывной деятельности; в вербовке во вредительскую организацию 30 человек.
В материалах дела Крыленко написано:

3 марта 1938 года Николай Васильевич признался, что с 1930 года участвовал в антисоветской организации и занимался вредительством.
3 апреля того же года он уже признал, что ещё до революции вёл борьбу против Ленина, а сразу после революции замышлял с Бухариным, Пятаковым и Преображенским планы борьбы с партией.

Протокол этого «процесса» уместился в девятнадцать строк, а сам суд продолжался 20 минут.
29 июля 1938 года расстрелян в рамках дела о контрреволюционной фашистско-террористической организации альпинистов и туристов. Захоронен на полигоне «Коммунарка».
После смерти Сталина генеральный прокурор СССР Р. А. Руденко 11 мая 1955 года направил в ЦК КПСС записку о реабилитации Н. В. Крыленко, Военная коллегия Верховного Суда СССР 29 июля 1955 года реабилитировала Крыленко, а Комиссия партийного контроля восстановила его в партии 7 октября 1955 года.

#### Адреса в Москве
В 1920-е годы Крыленко проживал в доме № 9 по Георгиевскому переулку (ныне — Вспольный переулок) — в особняке, построенном Ф. Шехтелем в 1913 году.
В 1930-е годы проживал в Доме Наркомфина — Новинский бульвар, дом 25, корпус 1, квартира № 46.

#### Семья
- Первая жена — Елена Фёдоровна Розмирович.
- Вторая жена — Зинаида Андреевна Железняк;
  - Дети: сыновья Сергей и Николай, а также дочери Ирина и Марина[22].

## Отзывы современников о личности Крыленко
Советский военачальник, участник Октябрьской революции Василий Васильев написал воспоминания, в которых отмечает увлечённость Крыленко шахматами, альпинизмом и охотой, а также его блестящие организаторские способности.

## Отдельные факты
- В аресте и рассмотрении дела Крыленко с последующим расстрелом принимал участие его личный враг Вышинский. Также Вышинский активно участвовал в репрессировании почти всех членов группы Крыленко.
- Брат наркома Владимир Васильевич Крыленко был арестован 26 июля 1937 года по обвинению в контрреволюционной деятельности и расстрелян на полигоне «Коммунарка» 15 марта 1938 года. Реабилитирован за отсутствием состава преступления 10 августа 1955 года.
- Увлекался альпинизмом. Возглавил экспедицию 1932 года к пику Гармо (Памир). Одним из первых был удостоен звания «Заслуженный мастер альпинизма», учреждённого в 1934 году ЦИК СССР.
- Увлекался шахматами, руководил соответствующими спортивными обществами, в 1924—1938 годах редактировал шахматный журнал «Шахматы и шашки в рабочем клубе»[24] и впоследствии — газету «64». Возглавлял шахматную организацию СССР (председатель исполнительного бюро шахматно-шашечной секции)[25], инициатор трёх международных турниров в Москве (1925, 1935, 1936). По его приглашению в СССР переехал бывший чемпион мира по шахматам Эмануил Ласкер.
- Был эсперантистом и носил на груди зелёную звезду.

## Награды
- Орден Ленина
- Орден Красного Знамени

## Память
- В память о Николае Васильевиче Крыленко названы улицы в различных населённых пунктах государств бывшего СССР.
- В Смоленске Николаю Васильевичу Крыленко установлен памятник.
- В Могилёве на доме № 2 по улице Крыленко установлена мемориальная доска с надписью: «Под его командованием революционные войска ликвидировали контрреволюционную ставку в г. Могилёве 20 ноября/3 декабря 1917 года».

## Киновоплощение
- 1975 — «Доверие». В роли Николая Крыленко — Алексей Эйбоженко.

- 1980 — «Белый снег России». В роли Николая Крыленко — Юрий Каюров.